# Зорино (Новосибирская область)
Зорино — село в Сузунском районе Новосибирской области России. Входит в состав Каргаполовского сельсовета. Село основано в 1574 году.

## География
Площадь села — 59 гектаров.

## Население
| 2002 | 2007 | 2010 |
| ---- | ---- | ---- |
| 265  | ↘226 | ↘142 |

## Инфраструктура
В селе по данным на 2007 год отсутствует социальная инфраструктура.